# Azorella selago
Azorella selago es una especie de planta en cojín originaria de las islas subantárticas del Océano Austral, incluidas las islas Crozet, las islas Possession, el territorio de las Islas Heard y McDonald, las Kerguelen y las islas del Príncipe Eduardo.
La Azorella macquariensis, estrechamente relacionada y endémica de la isla Macquarie, se separó taxonómicamente de ella en 1989. A. selago es a menudo una especie clave donde se encuentra y está bien estudiada por su contribución a sus ecosistemas nativos.